# Colegio del Verbo Divino

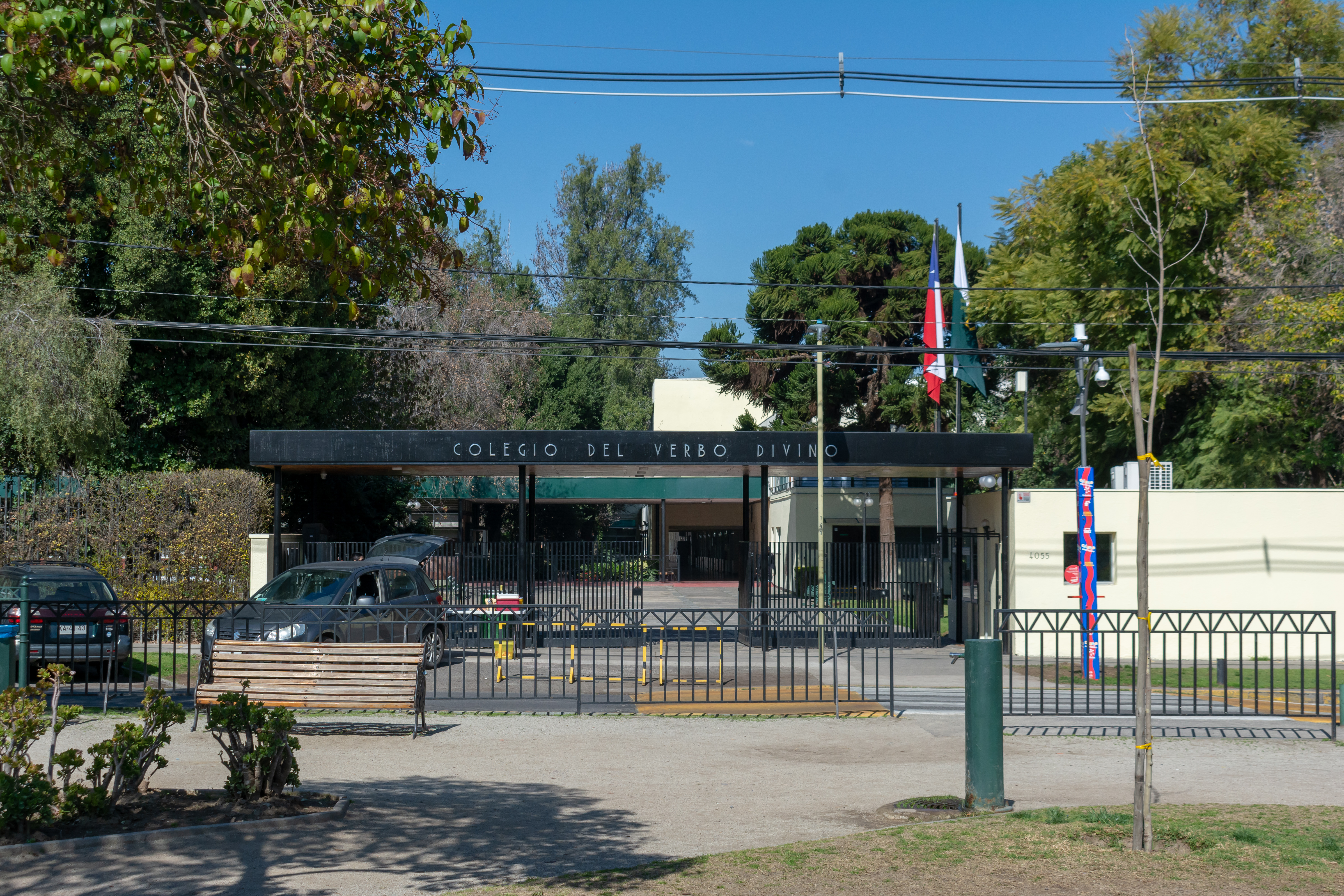
Portail d'entrée du Colegio del Verbo Divino (Santiago du Chili, Las Condes)

Le Colegio del Verbo Divino (Collège du Verbe Divin) est un établissement d'enseignement primaire et secondaire privé catholique situé à Santiago du Chili dans la commune de Las Condes. C'est une des écoles chiliennes à la pointe du système éducatif privé,,
. Le collège appartient à la congrégation du Verbe Divin (missionnaires de Steyl).
Il a été fondé le 10 avril 1950, avec 160 élèves.

## Histoire
Les verbistes allemands arrivent au Chili en 1900, à Valdivia, mais cette première implantation est infructueuse et ils déménagent deux ans plus tard à Copiapó. Cinquante ans plus tard, ils dirigent plusieurs collèges de garçons dans différentes provinces du  Chili, comme le lycée allemand de Copiapó, le séminaire de La Serena, le lycée allemand de Santiago en 1910 (qui s'installe en 2006 à Colina, et devient le lycée du Verbe Divin de Chicuero), le collège Germania de Puerto Varas et plus tard le lycée allemand du Verbe Divin de Los Ángeles.
Celui ouvert à Las Condes (avenue du Président Errázuriz) se distingue comme l'un des plus renommés. Sa chapelle néogothique est consacrée en 1914. La messe - non obligatoire - y est célébrée le vendredi. Le collège a formé nombre de futurs dirigeants politiques (dont le président de la République actuel
, Sebastián Piñera) et économiques, diplomates, sportifs, acteurs, représentants des médias ou ecclésiastiques. Contrairement à d'autres établissements scolaires catholiques (notamment ceux des jésuites), le collège ne s'est pas converti à la mixité pour le secondaire, considérant que la maturité des garçons est plus lente que celle des jeunes filles[réf. nécessaire]. D'autre part, l'accent est mis sur la pratique de sports à haut niveau. L'établissement est toujours dirigé par un verbiste; depuis 2017, le Père Edwards S.V.D.

## Congrégation au Chili
La Société du Verbe Divin au Chili administre cinq établissements scolaires : le collège du Verbe Divin de Chicuero (mixte), le collège du Saint-Esprit de San Joaquin (mixte), le collège du Verbe Divin de Las Condes, le lycée allemand du Verbe Divin de Los Ángeles (mixte) et le collège Germania de Puerto Varas (mixte). Elle anime treize paroisses dans tout le pays. Elle s'occupe de programmes radiophoniques, de centres de retraite, de la pastorale des Mapuches, de diverses missions sociales. Elle collabore avec sa branche féminine. les servantes du Saint Esprit.
La congrégation par ses missions éducatives et sociales se voue à « former des agents du changement pour construire un monde plus juste, fraternel et solidaire en dialogue avec les autres et la nature. »

## Anciens élèves[9]
- César Barros, entrepreneur, agronome et académicien
- Nicolás Eyzaguirre, ministre et homme politique[9]
- Felipe Kast Sommerhoff, ministre, député et sénateur
- Sebastián Keitel, athlète et député
- Tomislav Koljatić, évêque
- Francisco Pérez-Bannen, acteur
- José Piñera, économiste et ministre
- Sebastián Piñera, entrepreneur et Président de la République du Chili[10]
- Cristián Sánchez, journaliste et présentateur de télévision
- Francisco Varela, biologiste et philosophe
- José Antonio Viera-Gallo, ministre et diplomate

## Source de la traduction
- (en) Cet article est partiellement ou en totalité issu de l’article de Wikipédia en anglais intitulé « Colegio del Verbo Divino » (voir la liste des auteurs).